# Stazione di Ponte Selva (1885)
La stazione di Ponte Selva fu una stazione ferroviaria della ferrovia della Valle Seriana, a servizio dell'omonima località del comune di Parre.

## Storia
Fu aperta al servizio pubblico il 6 luglio 1885, quando fu completato l'ultimo tronco della ferrovia della Valle Seriana proveniente da Ponte Nossa.
Con l'apertura del tronco Ponte Nossa-Clusone, avvenuto il 12 marzo 1911, il servizio passeggeri della stazione fu soppresso in quanto fu trasferito alla nuova fermata.
La linea per Ponte Nossa rimase in funzione come raccordo merci per la ditta Pozzi, chiudendo nel 1949.

## Strutture ed impianti
Il fabbricato viaggiatori era a tre livelli fuori terra. A fianco di esso era presente il magazzino merci con piano caricatore.
Il piazzale era composto da un solo binario di raddoppio. Quello di corsa proseguiva, sottopassando la strada per Clusone, come raccordo con l'impresa elettrica del Barbellino.

## Movimento
Fino al 1911, l'impianto fu capolinea delle corse omnibus e locali provenienti dalla Bergamo. In seguito, fu mantenuto solo per il servizio merci.